# 托馬斯·普里克里爾
托馬斯·普里克里爾（1992年7月4日—）是一位捷克足球運動員。在場上的位置是邊鋒和前鋒。他現在效力於捷克足球甲級聯賽球隊布拉格杜卡拉足球俱樂部。他也代表捷克U21國家隊參賽。